# Государственная противопожарная служба Российской Федерации
Государственная противопожарная служба Российской Федерации — один из видов пожарной охраны в России. В неё входят: федеральная противопожарная служба и противопожарная служба субъектов РФ. Федеральная противопожарная служба входит в состав МЧС России с 2002.

## История

### Русское царство и Российская империя
История служб гражданской обороны в России восходит к годам правления Русского царства и указу царя Алексея Михайловича «Наказ о градском благочинии» 1649 года, когда официально была создана Московская противопожарная служба, первая действующая пожарная служба в России. Когда Пётр I стал императором, в Санкт-Петербурге была создана собственная пожарная служба по образцу западных практик того времени. К 1863 году по приказу императора Александра II она была преобразована в первую профессиональную пожарную службу в России и Восточной Европе.

### Государственная инспекция пожарного надзора Министерства внутренних дел РСФСР

#### Служба противопожарных и аварийно-спасательных работ Министерства внутренних дел Российской Федерации
В 1991 году Государственная инспекция пожарного надзора службы общественной безопасности Министерства внутренних дел РСФСР была преобразована в самостоятельную службу противопожарных и аварийно-спасательных работ этого министерства.

#### Государственная противопожарная служба Министерства внутренних дел Российской Федерации
В 1993 году Служба противопожарных и аварийно-спасательных работ Министерства внутренних дел Российской Федерации была преобразована в Государственную противопожарную службу Министерства внутренних дел Российской Федерации.
21 декабря 1994 года Президент Российской Федерации подписал Федеральный закон «О пожарной безопасности», согласно которому пожарные получили право издавать Нормы пожарной безопасности, дублирующие требования государственных стандартов и требовать сертификации любой продукции (такой как холодильники и бытовая электроника).
Закон «О пожарной безопасности» установил обязательные отчисления в пользу территориальных подразделений противопожарной службы в размере 0,5 процента от общей сметной стоимости работ по строительству, капитальному ремонту, реконструкции объектов, расширению, техническому переоснащению предприятий, зданий, сооружений и других объектов, за исключением работ, финансируемых за счет местных бюджетов. Конституционный суд признал это положение не соответствующим Конституции и оно утратило силу с 1 января 2003 года. На 2002 год эти отчисления были одним из основных источников финансирования органов пожарной безопасности. При этом с 1996 по 2005 год страховые организации были обязаны производить отчисления в фонды пожарной безопасности от поступивших сумм страховых платежей по противопожарному страхованию в размере не ниже пяти процентов от этих сумм.
30 апреля 1999 года Указом Президента Российской Федерации установлен профессиональный праздник — «День пожарной охраны России».

#### Государственная противопожарная служба МЧС России
В ноябре 2001 года вышел указ президента «О совершенствовании государственного управления в области пожарной безопасности». В результате этого 278 тысяч сотрудников ГПС вошли в состав МЧС России, численность которого была до этого 70 тысяч человек.
В результате административной реформы 2005 года противопожарную службу разделили на федеральную и региональную.

## Федеральная противопожарная служба
Федеральная противопожарная служба Государственной противопожарной службы  — составная часть Государственной противопожарной службы, входит в систему Министерства Российской Федерации по делам гражданской обороны, чрезвычайным ситуациям и ликвидации последствий стихийных бедствий (МЧС России).
Из Государственной противопожарной службы в состав федеральной в 2005 году выделилось более 80 тысяч человек и около 70 тысяч пожарных содержались за счёт охраняемых ими объектов на договорной основе. На 2010 численность подразделений федеральной противопожарной службы составляла 150 тысяч человек, в объектовых формированиях — более 16 тысяч.
В состав федеральной противопожарной службы входят:
- структурные подразделения центрального аппарата МЧС России;
- Главные управления МЧС России по субъектам РФ;
- органы государственного пожарного надзора;
- пожарно-технические научно-исследовательские учреждения;
- подразделения обеспечения деятельности федеральной противопожарной службы;
- объектовые подразделения;
- специальные и воинские подразделения;
- территориальные подразделения;
- договорные подразделения федеральной противопожарной службы.[13]:38

### Техническое регулирование и надзор
По мнению координатора рабочей группы при президенте РФ по реформе техрегулирования в 2001—2007 годах Александра Рубцова противопожарные требования в России запутаны и противоречивы:

Чтобы сократить нарушения, надо как минимум иметь в собранном, обозримом и исполнимом виде саму систему требований. Сейчас они разбросаны по десяткам и сотням тысяч нормативных документов, в изобилии содержащих нормы избыточные, взаимоисключающие, абсурдные и заведомо невыполнимые. Собрать исчерпывающий перечень требований для условной «Зимней вишни», хотя бы только по эксплуатации объекта, сейчас не в состоянии даже доктор технических наук. Надзор тем более в этом не помощник; наоборот, в его интересах держать массив норм в запутанном и непрозрачном состоянии.

## Противопожарная служба субъектов Российской Федерации
Противопожарная служба субъекта Российской Федерации Государственной противопожарной службы — составная часть Государственной противопожарной службы, создаваемая органами государственной власти субъектов в соответствии со своим законодательством.:38
Административная реформа возложила функции по организации тушения пожаров в населённых пунктах на органы государственной власти субъектов Российской Федерации. Законодательство предоставило право создавать противопожарную службу субъектов Российской Федерации самим субъектам. Службы субъектов создавалась на основе использования фондов существующих подразделений государственной противопожарной службы. Разделение Государственной противопожарной службы повлекло за собой необходимость разделения функций и полномочий между ними.:90 C 1 января 2005 года Государственная противопожарная служба имеет две составляющих: федеральную противопожарную службу и противопожарную службу субъектов Российской Федерации.:34
Из Государственной противопожарной службы в состав служб субъектов в 2005 году выделилось 137 тысяч человек. На 2010 численность подразделений противопожарной службы субъектов насчитывала около 52 тысяч человек.